# دانية عقيل
دانية عقيل سائقة سيارة سباق سعودية، تُعدُّ أول امرأة سعودية وعربية وعالمية تحقق بطولة كأس العالم لراليات الباها الصحراوية فئة T3، وأول محترفة سعودية تحصل على رخصة سباق الدراجات النارية، كانت مشاركتها في بطولة الإمارات العربية المتحدة أولى محطاتها في مشوارها الرياضي، وهي بالإضافة إلى زميلتها مشاعل العبيدان أول سائقتين سعوديتين تشاركان في رالي داكار، حيث شاركتا في رالي داكار 2022 المقام في المملكة العربية السعودية.